# Bo Larsson (fotbollsspelare)
Bo-Göran "Bosse" Larsson, född 5 maj 1944 i Malmö, död 18 december 2023 i Malmö, var en svensk fotbollsspelare. Han spelade som anfallare, mittfältare och försvarare. Han räknas som en av Malmö FF:s största och viktigaste spelare genom tiderna.  
Bosse Larsson vann sex SM-guld, tog fyra cuptitlar och blev allsvensk skyttekung tre gånger. Han blev också första spelare någonsin att vinna Guldbollen för andra gången.
Därtill gjorde han 70 landskamper för Sverige och spelade tre VM-turneringar; 1970, 1974 och 1978.
Bosse Larsson var given i svenska fotbollslandslaget under 1970-talet. Det har berättats att förbundskaptenen Georg "Åby" Ericson alltid tog ut Bosse Larsson först. Sedan funderade han över andra spelare. Larsson räknas till Sveriges mest kompletta spelare genom tiderna.

## Biografi
Bosse Larsson värvades tidigt till Malmö FF efter spel i skolturneringar och gjorde sitt första år i Malmö FF:s Pojklag 1957. Den 8 maj 1962, gjorde Larsson, som fyllt 18 år bara tre dagar tidigare, mål i sin A-lagsdebut för Malmö FF efter 20 sekunders spel, i en vänskapsmatch mot brasilianska Flamengo på Malmö Stadion. Redan året efter debuten i allsvenskan vann Bosse Larsson den allsvenska skytteligan med 17 mål. Under sina första tre allsvenska säsonger gjorde han 1,2 mål per match i genomsnitt och klev fram som en målfarlig anfallare. Larsson gjorde även debut i det Svenska A-landslaget den 20 september 1964 mot Norge på Ullevål där han även gjorde Sveriges enda mål på straffspark.
1965 vann han återigen den allsvenska skytteligan med 28 mål,  och då fick han även ta emot Guldbollen, priset som varje år delas ut till Sveriges bästa fotbollsspelare. Samma år tog han Malmö FF till föreningens sjätte allsvenska serieseger och första på tolv år.
Malmö FF inledde en storhetstid då klubben dominerade svensk fotboll och fick fram en rad landslagsspelare. 
Larsson var mellan 1966 till 1969 ett uppskattat proffs i VfB Stuttgart där han under Albert Sings ledning utvecklades från anfallare till en skicklig spelfördelare. Larsson beskrivs som sympatisk och avgörande i att VfB Stuttgart under perioden hade en positiv utveckling. Under den första Bundesligasäsongen kom han att spela 22 matcher och göra 7 mål. Han blev dessutom historisk som den första spelaren att göra tre mål i en Bundesliga-match för klubben, den 29 april 1967 mot Fortuna Düsseldorf. 
Säsongen därefter, med nya tränaren Gunter Baumann, fick Bosse Larsson spela 33 matcher av 36, och gjorde 5 mål. En lägre målproduktion men Larsson var navet i VfB Stuttgarts mittfält. Det tredje och sista året gjorde Larsson sin bästa säsong för VfB Stuttgart, spelade 33 matcher och gjorde 9 mål. 
Han återvände dock till Malmö FF sommaren 1969, då han upplevde tristess och hemlängtan under proffsåren. 9 matcher och 5 mål blev det i allsvenskan 1969. Åter i MFF blev han 1970 skyttekung i allsvenskan med 16 mål, och spelade samma år VM-slutspel i Mexiko där Sverige åkte ut i gruppspelet. 
Under 1970-talet var Larsson med i det lag som vann en rad SM- och cupguld. Malmö FF tog bland annat två raka SM-guld 1970 och 1971, och upprepade bedriften 1974 och 1975. 1975 vann laget dessutom Svenska cupen för tredje gången i rad. 1973 hade Bosse Larsson blivit den första spelaren att vinna Guldbollen två gånger.
I landslaget spelade Larsson tillsammans med Malmö FF-spelarna Krister Kristensson, Roy Andersson, Jan Möller och Thomas Sjöberg, och blev bland annat känd för att ha slagit en straffspark i den avgörande och snöiga särspelsmatchen mot Österrike på Parkstadion i Gelsenkirchen 27 november 1973. Larssons straff förde Sverige till VM-slutspelet i Västtyskland 1974. Under perioden 1973–1974 var Bosse lagkapten i landslaget.
Larsson hann även med, under ledning av Bob Houghton, att bli svenska mästare med Malmö FF 1977 och ett nytt cupguld 1978.
1978 gick fotbolls-VM i Argentina. Bosse Larsson hade egentligen tackat nej till landslaget, men övertalades att fortsätta. Det var hans tredje raka och blev även hans sista mästerskap, dessutom blev avslutningsmatchen mot Spanien hans sista landskamp.
Larsson har legendstatus i Malmö FF och under sexton år i klubben spelade Bosse Larsson 546 matcher, gjorde 289 mål, och var med och fick Svenska Dagbladets bragdguld för finalplatsen i Europacupen 1979. Larsson drabbades av en korsbandsskada i kvartsfinalen mot Wisła Kraków, där han spelade som mittback, och kunde inte vara med i semifinal och missade även finalen 1979. I den sista matchen för Malmö FF spelade Bosse Larsson åter mittback och var lagkapten när Kalmar FF vann med 3-0, den 30 september 1979.
Karriären avrundades som 36-åring med en säsong i Trelleborgs FF. Han hade lockats dit av sin förre lagkamrat Krister Kristensson som var spelade tränare.   
Han arbetade fram till pensionen på Skanska. Han var bosatt i Malmö och höll sig efter idrottskarriären borta från offentligheten. Ett undantag gjorde han våren 2009 då han fanns med vid invigningen av Malmö FF:s nya hemmaarena Swedbank Stadion. Bosse Larsson gjorde då den första historiska avsparken tillsammans med lagkaptenen Daniel Andersson.

## Meriter
546 matcher och 289 mål för Malmö FF åren 1962–1966 och 1969–1979.
- Guldbollen: 1965 och 1973 (förste att få utmärkelsen två gånger).
- VM-turneringar: 1970, 1974, 1978.
- 70 landskamper/17 mål åren 1964–1978.
- Svensk mästare: 1965, 1970, 1971, 1974, 1975 och 1977 med Malmö FF.
- Svensk cupmästare: 1973, 1974, 1975 och 1978 med Malmö FF.
- Allsvensk skyttekung: 1963 (delad), 1965 och 1970 i Malmö FF.
- Invald i den svenska fotbollens "Hall of Fame".
- Svenska Dagbladets bragdmedalj tillsammans med Malmö FF:s lag som slutade på andra plats i Europacupen säsongen 1978–1979.

### Fotnoter
1. ↑  ”MFF-ikonen Bosse Larsson är död – blev 79 år gammal”. Aftonbladet. 19 december 2023. https://www.aftonbladet.se/a/0Q1rVo. Läst 19 december 2023.
2. ↑  ”Bo-Göran Larsson”. ratsit.se. https://www.ratsit.se/19440505-Bo_Goran_Larsson_Malmo/XeThJNONZ7-ZIOoVsotumuYgASKNzFA1SB1RsKscmCQ. Läst 15 januari 2024.
3. ↑  ”Guldbollen: 1973: Bo Larsson, Malmö FF”. aftonbladet.se. http://wwwc.aftonbladet.se/sport/guldbollen/1973.html. Läst 12 mars 2014.
4. ↑  ”Bosse Larsson”. fotboll.ifokus.se. http://fotboll.ifokus.se/articles/50baa3ddd3b4fd7d84000407-bosse-larsson. Läst 12 mars 2014.
5. ↑  https://www.vfb.de/de/vfb/aktuell/neues/club/2023/bo-larsson/
6. ↑  ”vfb.”. https://www.vfb.de/en/vfb/latest/news/club/2023/bo-larsson/. Läst 1 juni 2025.
7. ↑  https://www.sydsvenskan.se/2007-11-10/nar-bosse-larsson-var-kung
8. ↑  ”svenskfotboll/matchfakta/osterrike-sverige-landskamper-herr-senior/1653034/”. Arkiverad från originalet den 31 maj 2022. https://web.archive.org/web/20220531130352/https://www.svenskfotboll.se/matchfakta/osterrike-sverige-landskamper-herr-senior/1653034/. Läst 1 juni 2025.
9. ↑  ”malmo-ff-har-sorg-legendaren-bosse-larsson-har-gatt-bort”. https://www.svt.se/sport/fotboll/malmo-ff-har-sorg-legendaren-bosse-larsson-har-gatt-bort. Läst 1 juni 2025.
10. ↑  Tapper, Staffan (2018). En hyllning : Bosse
11. ↑  ”40-ar-sedan-den-storste-gjorde-sin-sista-mff-match/”. https://www.sydsvenskan.se/2019-09-30/40-ar-sedan-den-storste-gjorde-sin-sista-mff-match/. Läst 1 juni 2025.
12. ↑  ”sydsvenskan”. https://www.sydsvenskan.se/2023-12-19/bosse-larsson-ar-dod-8020f. Läst 1 juni 2025.
13. ↑  ”trelleborgsallehanda.”. https://www.trelleborgsallehanda.se/2023-12-20/bosse-larssons-tid-i-tff-han-ar-sveriges-baste/. Läst 1 juni 2025.
14. ↑  ”minnesord-om-bosse-larsson/”. https://www.mff.se/nyheter/minnesord-om-bosse-larsson/. Läst 1 juni 2025.
15. ↑  ”bosse-larsson-60-ar-idag/”. https://www.mff.se/nyheter/bosse-larsson-60-ar-idag/. Läst 1 juni 2025.